# Abdou Daouda
Abdou Daouda (* 1959 in Guéza; † 15. Mai 2009; genannt Abdou Maïna Daouda) war ein nigrischer Politiker.

## Leben
Abdou Daouda stammte aus der traditionellen Herrscherfamilie von Gaffati. Er war seit seiner Kindheit mit dem Sultanshaus von Zinder und mit seinem späteren politischen Weggefährten Mahamane Ousmane befreundet. Daouda schloss sein Studium mit einer Maîtrise in Handelsrecht ab. Er arbeitete als Eigentümer und Direktor eines Makler- und Versicherungsbüros.
Er wurde Anfang der 1990er Jahre Mitglied von Mahamane Ousmanes Partei Demokratische und soziale Versammlung (CDS-Rahama), für die er zunächst als Vorsitzender der Ortssektion von Gaffati tätig war und später zum Mitglied der Parteiführung aufstieg. Unter Staatspräsident Mamadou Tandja (MNSD-Nassara) wurde Abdou Daouda Minister für professionelle und technische Schulung, zuständig für Beschäftigung, in der Regierung vom 30. Dezember 2004 mit Hama Amadou (MNSD-Nassara) als Premierminister. Das Ministerium wurde in dieser Form neu geschaffen. In der nachfolgenden Regierung vom 1. März 2007 amtierte Daouda als Minister für nationale Wettbewerbsfähigkeit und des Kampfes gegen teure Lebensführung. Da er in einen Streit mit dem Polizeikommissar von Zinder verwickelt war, wollte ihn Staatspräsident Tandja nicht länger als Regierungsmitglied haben, doch Mahamane Ousmane hatte sich für ihn eingesetzt. Nach einem Misstrauensvotum der Nationalversammlung, das zum Rücktritt von Premierminister Hama Amadou führte, wurde die Regierung vom 9. Juni 2007 mit Premierminister Seini Oumarou (MNSD-Nassara) gebildet. Daouda gehörte auch der neuen Regierung an und behielt sein Ressort.
Abdou Daouda war mit einer einflussreichen Staatsanwältin verheiratet. Er starb am 15. Mai 2009 im Amt an den Folgen eines Autounfalls, in den er bei einer Dienstreise verwickelt war. Er wurde am Friedhof von Birni, der Altstadt von Zinder, bestattet.